# U-17-Fußball-Südamerikameisterschaft 2001
Die U-17-Fußball-Südamerikameisterschaft 2001 fand 2001 in Peru statt.
Ausgetragen wurden die Begegnungen zur Ermittlung des Turniersiegers in Arequipa. Gespielt wurde in zwei Gruppen à fünf Mannschaften und einer anschließend ebenfalls im Gruppenmodus ausgetragenen Finalphase mit vier Teams. Es nahmen am Turnier die Nationalmannschaften Argentiniens, Boliviens, Brasiliens, Chiles, Ecuadors, Kolumbiens, Paraguays, Perus, Uruguays und Venezuelas teil. Aus der Veranstaltung ging die U-17 Brasiliens als Sieger hervor. Die Plätze zwei bis vier belegten die Nationalteams aus Argentinien, Paraguay und Venezuela. Torschützenkönig wurde mit sechs erzielten Treffern der Paraguayer Aldo Jara.
Brasilien, Argentinien und Paraguay als die drei nach Abschluss des Turniers bestplatzierten Auswahlmannschaften qualifizierten sich für die U-17-Weltmeisterschaft 2001 in Trinidad und Tobago.